# Anne-Marie Meyer
Anne Marie Meyer (Berlino, 17 luglio 1919 – Londra, 11 ottobre 2004) è stata una saggista e storica tedesca naturalizzata britannica, funzionaria e attivista culturale del Warburg Institute, istituzione di cui fu segretaria e "Registrar" dal 1939, per divenirne poi Honorary Fellow dopo il pensionamento del 1984. 
Nel 1983 era stata insignita del titolo di Member of Order of the British Empire. 
Di particolare rilievo biografico è il lungo sodalizio intellettuale intrattenuto con un altro esule in terra inglese, l'antichista italiano Arnaldo Momigliano, che la nominò esecutrice letteraria dopo la sua morte.

## Biografia
Figlia di agiati ebrei berlinesi, Anne-Marie Meyer, dopo che i genitori avevano sciolto il loro matrimonio, seguì suo padre Wilhelm (Willy, Francoforte sul Meno, 3 marzo 1882 - Londra, 18 ottobre 1954) trasferitosi a Londra nel 1933, insieme ai due fratelli più giovani: Peter, di cinque anni più piccolo, futuro regista di documentari noto col nome di Peter Morley, e Thomas (Tommy Frank Morley), che aveva tre anni in meno di lei. 

### Studi e formazione culturale
Stabilitasi col padre in Inghilterra dal 1933, Anne-Marie Meyer completò gli studi secondari nel Kent, presso la Bunce Court School, istituzione scolastica privata tedesca fondata a Ulma da Anna Essinger ma trasferitasi oltremanica a causa delle politiche di persecuzione razziale e anti-ebraica nella Germania nazista di Adolf Hitler. Nel 1936, appena terminati gli studi alla Bunce Court School si trasferì dal Kent a Londra, andando a vivere in camere in affitto in Clarendon Road, nei pressi di Holland Park, dove sarebbe stata raggiunta dal fratello Thomas nel 1938. Tuttavia, non potendo mantenersi ulteriormente agli studi, si vide precluso l'accesso a una formazione accademica superiore. Ripiegò, quindi, sulla frequenza di un corso da segretaria, una scelta che metterà a frutto nel 1937, quando sarà assunta come impiegata del Warburg Institute.
Nonostante un curriculum di studi irregolare e forzatamente interrotto, Anne-Marie Meyer era portatrice di una cultura profonda e di alto livello accademico, acquisita al di fuori di regolari percorsi di studio. A questo bagaglio culturale, la Meyer poteva aggiungere particolari abilità poliglotte, che le donavano familiarità con quattro lingue moderne, da lei padroneggiate in maniera fluente sia nello scritto sia nel parlato.

### Warburg Institute
Nel 1937 entrò come impiegata amministrativa al Warburg Institute che, da poco traslocato da Amburgo, si trovava in una situazione precaria e senza una sede sicura. Al Warburg, la Meyer ritrovò Fritz Saxl, già suo professore al college e che nel frattempo era divenuto direttore dell'Istituto. Di Saxl divenne, da allora, devota collaboratrice. 
La sua formazione culturale e la sua poliglottia fecero in breve tempo di lei un «pilastro del Warburg Institute», istituzione alla quale si dedicò con trasporto e per la quale svolse un ruolo enorme nella redazione del Journal of the Warburg and Courtauld Institutes e delle monografie pubblicate dall'istituto. 
La strettissima collaborazione con gli autori delle monografie edite dal Warburg, ne fa quasi una «coautrice» di tutti i volumi passati per le sue mani durante l'edizione a stampa presso l'istituto, come i sette monumentali volumi dell'Iter Italicum di Paul Oskar Kristeller, o come la mole degli studi di Arnaldo Momigliano, «le cui pubblicazioni devono molto alla sua esigenza di precisione e completezza, sia in vita, sia come esecutrice letteraria dopo la sua morte». 
Del Warburg Anne Meyer divenne segretaria e Registrar dal 1939 fino al pensionamento, avvenuto nel 1984. Dopo tale data, la Meyer fu ammessa come Honorary Fellow dell'istituto.

### Ruolo di «ambasciatrice» del Warburg Institute
Con i suoi viaggi in Europa divenne l'ambasciatrice del Warburg e finì per rappresentarne in maniera efficace l'immagine esterna. Ebbe strette frequentazioni con intellettuali e studiosi di tutto il mondo, che ella avvicinò al Warburg e con i quali strinse un'amicizia personale. 

#### Il sodalizio intellettuale con Arnaldo Momigliano
Fra le amicizie intellettuali coltivate da Anne-Marie Meyer va ricordato, per importanza, l'intenso rapporto culturale stabilito con un altro transfuga, l'esule Arnaldo Momigliano, storico dell'antichità inserito nei ranghi accademici dell'Università di Oxford dopo essere riparato in Inghilterra dall'Italia per sfuggire anch'egli alle persecuzioni razziali della politica fascista verso gli Ebrei. 
Di Momigliano, dopo la morte, Meyer fu anche esecutrice letteraria, incaricata della gestione e della pubblicazione del corpus delle sue opere inedite. Alla sua attività editoriale si deve la pubblicazione della monumentale opera postuma di Momigliano.

## Riconoscimenti
- 1983: Order of the British Empire.
- 1984: Membro onorario del Warburg Institute

## Opere
- «Concerning Warburg's ‘Costumi teatrali’ and Angelo Solerti», in Journal of the Warburg and Courtauld Institutes, L, 1987, pp. 171 e segg.
- «Aby Warburg in His Early Correspondence», in American Scholar, 57, 1988, pp. 445 e segg.
- (curatrice, con Riccardo Di Donato): Arnaldo Momigliano, The Classical Foundations of Modern Historiography (Sather Classical Lectures, 1961-62, vol. 54), Berkeley-Los Angeles-Oxford, University of California Press, 1991 ISBN 0-520-07870-5
- Arnaldo Momigliano, Les fondations du savoir historique (texte établi par Anne-Marie Meyer, avant-propos de Riccardo Di Donato, traduit de l'anglais par Isabelle Rozenbaumas), Les Belles Lettres, Paris, 1992.